# Свети Елевтерий (Ставруполи)
 Тази статия е за храма в квартала Ставруполи.  За храма в квартала Депо вижте Свети Елевтерий (Пиргите).  
„Свети Елевтерий“ (на гръцки: Ι. Ν. Αγίου Ελευθερίου Σταυρουπόλεως) е православна църква в солунското предградие Ставруполи, Гърция, енорийски храм на Неаполската и Ставруполска епархия.
Църквата е разположена на улица „Лангадас“ № 176. Основният камък на църквата е поставен от митрополит Пантелеймон Солунски на парцел, получен от армията с помощта на председателя на община Ставруполи Николаос Скуликарис. Храмът е открит на 13 април 1975 година от митрополит Дионисий Неаполски и Ставруполски, който прави храма втори митрополитски център. Църквата е изградена изцяло от камък и има една камбанария на фасадата си. Вътрешността е изцяло изписана и има великолепни мраморни владишки трон, амвон и иконостас.